# Apollophanes macropalpus
Apollophanes macropalpus là một loài nhện trong họ Philodromidae.
Loài này thuộc chi Apollophanes. Apollophanes macropalpus được Kap Yong Paik miêu tả năm 1979.